# 马格纳·托马森
马格纳·托马森（挪威語：Magne Thomassen，1941年5月1日—），挪威男子速度滑冰运动员。他曾代表挪威获得1968年冬季奥运会速度滑冰比赛男子500米银牌。他也参加了1964年冬季奥运会。